# The Private Press
The Private Press es el segundo álbum de DJ Shadow, lanzado el 2 de junio de 2002 por el sello MCA. Se podría decir que The Private Press es el primer disco de estudio de DJ Shadow en seis años.

## Lista de canciones
| N.º | Título                    | Duración |  |
| 1.  | «Letter from Home»        | 1:09     |  |
| 2.  | «Fixed Income»            | 4:49     |  |
| 3.  | «Un Autre Introduction»   | 0:44     |  |
| 4.  | «Walkie Talkie»           | 2:27     |  |
| 5.  | «Giving Up the Ghost»     | 6:30     |  |
| 6.  | «Six Days»                | 5:02     |  |
| 7.  | «Mongrel...»              | 2:20     |  |
| 8.  | «...Meets His Maker»      | 3:02     |  |
| 9.  | «Right Thing/GDMFSOB»     | 4:20     |  |
| 10. | «Monosylabik»             | 6:46     |  |
| 11. | «Mashin' on the Motorway» | 2:58     |  |
| 12. | «Blood on the Motorway»   | 9:21     |  |
| 13. | «You Can't Go Home Again» | 7:03     |  |
| 14. | «Letter from Home»        | 0:57     |  |